# Феодоро (город)
Феодоро (ср.-греч. Θεοδώρο, также Мангуп) — руины средневекового города на плато горы-останца Баба-Даг, столицы княжества Феодоро, существовавшего в горных районах юго-западного Крыма с середины XIV века по 1475 год. После падения княжества, в османский период, фигурирует, только как Мангуп — центр Мангупского кадылыка Кефинского эялета Османской империи.
В середине XIV века, в связи с процессом ослабления центральной власти в Золотой Орде и развитием сепаратизма на её окраинах, в Крыму образуется новый политический центр христианского населения. После разгрома в 1299 году Эски-Кермена и захватом татарами Кырк-Ера на роль столицы выдвинулся заброшенный почти три века византийский Дорос, уже в хазарское время известный, как Мангуп. Время и причины появления названия Феодоро не известны — в древних памятниках оно впервые встречается в 1360 году.
После смерти хана Узбека в 1341 году, на пространстве между угасшим Херсоном и верхним течением реки Альмы, на территории наибольшей концентрации христиан, образуется феодальное княжество. Мангуп, после падения Кырк-Ора и опустевшего Эски-Кермена, также становится средоточием православной религиозной жизни Крыма.
До начала масштабных археологический исследований памятника ряд авторов, основываясь, в большей части на умозрительных построениях, считали, что княжество могло возникнуть ещё в конце XIII века, хотя никаких конкретных данных об этом нет.

### XIV век
После трёхвекового запустения поселения, Мангуп, оставаясь, вероятно, при этом центром Готской епархии, не позднее 1360-х годов возвращается к жизни, быстро превращаясь в город. По концепции А. А. Васильева, поддерживаемой большинством современных учёных, история независимого государственного образования Феодоро начинается с 1360-х годов. Археологические материалы также позволяют отнести ранний период жизни столицы к этому времени.
Вопрос, насколько Феодоро в то время было независимым, дискутируется в кругах историков. Возможно, в период 1360—1380 годов Мангуп был довольно самостоятельным образованием: в 1361—1362 году велись строительные работы по перенесению стены и башен под руководством Хуитана — древняя система обороны перестраивалась по более новым требованиям.
Существует версия, что первое возможное упоминание о правителе Феодоро встречается в сведениях о битве на Синих Водах, где значится монлопский (мангупский) хан Дмитрий. Михаил Кизилов и Виктор Мыц, опираясь на капитальный труд Феликса Шабульдо, придерживаются точки зрения, что в битве на Синих Водах Ольгерд разгромил объединённое войско трёх татарских беков, кочевавших со своими ордами в междуречьи Днепра и Дуная. Также имеется мнение некоторых исследователей, в том числе Петра Кеппена, что событие вообще имело место в 1396 году и к зарождению княжества отношения не имеет.
Герцен считает, что Хуитан, видимо, самостоятельно правил городом, проводя его восстановление, как столицы некоего христианского региона. В 1362 году в известной «надписи Хуитана», впервые встречается название княжества — Феодоро. Как двойное название — Мангуп-Феодоро встречается в генуэзском документе 1374 года
По мнению Ханса-Файта Байера, в 1373 году Мамай пытался захватить Мангуп, но, судя по имеющимся сведениям, ему это не удалось. После устранения Мамая, войска Тохтамыша в 1381 году осадили крепость и в том же году защитники, сломленные голодом, сдались. Во время золотоордынского владения в городе продолжались строительные работы, судя по «надписи Чичикия», датируемой временем после 1391 года (по версии Малицкого — 1380-е годы). На зависимость от орды прямо указывает прямое указание на правящего хана Тохтамыша. К этому периоду относится упоминание в регистре курии Каффы «князя Феодоро по имени Аффендизи, а также его брата, внуков, людей и подданных» (лиг. Affendizi, dominum de lo Teodoro, eius fratrem, nepotes et propinquos ac... universos subdictos et homines dicti Af[f]endizi... в генуэзском документе 1382 года). Кизилов полагает, что документ свидетельствует о княжестве Феодоро, как самостоятельной политической единице уже в 1381 году. А имя «князя Аффендизи» — передачей на лигурийском греческого слова ср.-греч. αύφέντης —"князь, правитель", откуда происходит и тюркское эфенди
Считается, что ордынская власть закончилась со вторжением отрядов Тамерлана в Крым летом-осенью 1395 года. Виктор Мыц вообще отрицает факт похода Тимура в Крым в 1395 году, обосновывая свою точку зрения тем, что сведения о походе взяты из одного тенденциозного египетского источника, а греческие, латинские или армянские источники того времени такое катастрофическое событие не упоминают. Также историк, апеллируя в отсутствию (или неопубликованности) археологического слоя, соответствующего гибели города в 1395 году (или близко к этой дате), считает, что разгрома конца XIV века могло не быть. Многие учёные эту точу зрения не поддерживают.
Посетивший Мангуп около 1395 года экзарх константинопольского патриарха Антония IV иеромонах Матфей оставил поэму (монодию, в византийской традиции — «плач») «Рассказ о городе Феодоро. Стихи Матфея, недостойного и ничтожного жреца» — единственное известное очень подробное описание города. Из содержания поэмы следует, что недавно здесь произошла некая военная катастрофа, видимо — последствия похода Тамерлана 1395 года. В числе прочего Матфей отмечает полное отсутствие в городе жителей, но, судя по описанию, город к тому времени был уже отстроен. В тексте приведено последовательное, от входа через ворота, описание города, но художественная форма сочинения делает невозможной точную топографическую привязку и описанных объектов, за исключением надвратной церкви крепостных ворот в Капу-дере. Матфей упоминает обильные источники воды и орошаемые ими сады в городе, мимоходом отмечает жилые постройки и особо отмечает храмы, перечисляя три их типа: купольные, продолговатые и круглые. Упоминание о мозаиках в храме указывает на посещение Матфеем Большой базилики. Замечание о многоцветных росписях могло относится ко многим мангупским храмам Рассказ о подъёме на башню крепости (башни внутри города не найдено) свидетельствует об ином виде цитадели в то время. То же относится и к оставленному без внимания ещё не перестроенному княжескому дворцу.
О некоем строительстве в самом конце века упоминает ещё одна надпись на мраморной плите, позже вторично использованной в кладке башни второй линии обороны (возможно, в турецкое время). Текст, известный, как «Надпись Чичикия», имеет многочисленные толкования, но несомненно, что он повествует о крепостном строительстве в правление хана Тохтамыша. Анализируя надпись, Байер делает вывод, что в период подчинения Орде в городе сохранялась византийская система администрации, а упомянутый в ней сотник (гекатонтарх) был назначенным татарами главой города. Виктор Мыц придерживается мнения, что в XIV веке самостоятельного государства на Мангупе вообще не существовало.

### XV век
О событиях начала XV века на Мангупе практически ничего не известно. С угасанием Херсонеса, после его разорения в XIV веке, к началу XV века Мангуп становится центром греческой средневековой культуры Таврики. Несмотря на этническое и языковое разнообразие населявших Феодоро народов, доминирующим оставался греческий поздневизантийский фактор, выражавшийся в использовании письменного греческого языка и греческого православия. При этом на бытовом уровне сохранялись различные разговорные бесписьменные языки. Самоназвание феодоритов XV века неизвестно, западные наблюдатели в первой половине века, для обозначения населения княжества, употребляли термин «готаланы», или просто «готы»
Михаил Кизилов придерживается точки зрения, что феодоритский князь Алексей впервые упоминается в генуэзских документах в 1411 году и считает, что он правил до 1446 года, Х. Ф. Байер допускает, что с 1404 года по 1444 год, но все единогласны, что на время его правления приходится наибольший расцвет княжества и города. По мнению Александра Герцена, вероятно, новая правящая династия (либо представители прежней), приходит к власти с середины 1420-х годов. Её возвышению способствовали свойские связи с известными фамилиями из Трапезунда и Константинополя, прежде всего Палеологами, чей двуглавый орёл стал гербом и Феодоро. По версии А. Л. Якобсона, основатель рода мог быть выходец из разорённого, в результате разгрома Крым в конце XIV века, Херсона. Известно, что в 1420—1430 годах княжеством правил Алексей (иногда его обозначают, как Алексей I, или Алексей старший). При нём бурно, в стиле провинциально-византийского и малоазийского зодчества, отстраивается столица: практически заново возводятся базилика и княжеский дворец, реконструируется цитадель, возводится вторая линия обороны. Начиная с конца XIV века, а в основном в XV веке, сооружается большинство пещерных церквей. При Алексее Мангуп приобрёл известный нам архитектурный облик. Х.-Ф. Байер высказал предположение, что император Трапезунда Иоанн IV, во время пребывания в Крыму в конце 1420-х годов, мог посетить Мангуп, поскольку женил своего брата Давида на дочери Алексея I Марии.
После конфликта 1433 года вокруг Чембало с генуэзцами, известия о княжестве до 1455 года отсутствуют. После этой даты вновь появляются сообщения о противостоянии Алексея (младшего?) с Каффой, сменявшиеся дружбой. Также известно о признании феодоритами, в силу сложившейся традиции, либо из других соображений, верховенства над собой первого крымского хана Хаджи Гирея, которого в договоре именуют «господином и отцом». В последние годы существования Феодоро оно начинает играть значительную роль на международной арене (брак дочери князя Исайки Марии с господарём Молдавского княжества Стефаном III Великим и попытка породниться с московским царём Иваном III), но о каких-либо значительных событиях в городе ничего не известно.
В декабре 1475 года, в ходе османского завоевания Крыма, после полугодовой осады,Мангуп пал и начался Османский период в истории города.